# USS Buffalo (SSN-715)
El USS Buffalo (SSN-715) es un submarino con propulsión nuclear de clase Los Ángeles. Es el segundo buque de la Armada de los Estados Unidos a en recibir el nombre Buffalo en honor de la ciudad de Buffalo (Nueva York), mientras que los otros tres buques así nombrados, lo fueron por el animal. 

## Historial
El contrato para su construcción se le adjudicó a Newport News Shipbuilding y a Dry Dock Company, en Newport News (Virginia) en febrero de 1976. Su quilla, fue puesta en grada el 25 de enero de 1980 y fue botado el 8 de mayo de 1982, amadrinado por Mrs. Joanne Kemp y realizó su primera singladura el 5 de noviembre de 1983, al mando del Comandante G. Michael Hewwit.
En 1999, el Buffalo fue modificado para llevar un Refugio Seco en Cubierta (Dry Deck Shelter o DDS). En 2002, entró en el dique seco de Pearl Harbor (Hawái) y se convirtió en el primer navío sometido a repostaje de combustible nuclear en Hawái.
A finales de noviembre de 2005, el DDS fue usado para lanzar un planeador capaz de recopilar y almacenar información, para luego ser transmitida por medio de un teléfono satélite integrado.
En junio de 2008, el Buffalo atracó en la ciudad de Olopango (Filipinas), permitiendo a los niños de esta localidad visitarlo.

### Pies de página
1. ↑  «USS Buffalo Conducted a Port Visit to Subic Bay». Commander submarine, group seven. 5 de junio de 208. Archivado desde el original el 22 de julio de 2011. Consultado el 11 de enero de 2012.
2. ↑  «USS BUFFALO (SSN 715)». Naval Vessel Register. Archivado desde el original el 27 de julio de 2016. Consultado el 11 de enero de 2012.